# Isso Memo
GRESCES Isso Memo é uma escola de samba da cidade de São Paulo. A escola situa-se na Rua Dr. Gabriel Covelli, Bairro Parque Peruche. Suas cores são o amarelo e o preto. 

Logotipo da Escola

## História
Iniciou sua trajetória no Carnaval em 2015, como pleiteante, com um enredo sobre Nelson Mandela. Em  2016, ainda como pleiteante, fez uma homenagem a Clara Nunes, ambos desfiles assinados pelo carnavalesco Felipe Milanes.
Já oficializada, a escola fez sua primeira participação no carnaval da cidade no ano de 2017, pelo Gupo 4 da UESP. Em 2018 confirmou presença para o carnaval, sendo sua segunda participação consecutiva, conseguindo um 3º Lugar.
Sua primeira ascensão ocorreu em 2019, com um vice campeonato, quando homenageou seu bairro, o Parque Peruche, juntamente com a agremiação mais antiga do local, a Unidos do Peruche.

## Segmentos

### Presidentes
| Nome  | Mandato         | Ref. |
| ----- | --------------- | ---- |
| Lipao | 2007-atualmente |      |

## Carnavais
| Isso Memo | Isso Memo | Isso Memo | Isso Memo | Isso Memo | Isso Memo   |
| Ano       | Colocação | Grupo | Enredo | Carnavalesco | Ref.        |
| --------- | --- | --- | --- | --- | ----------- |
| 2017      | 11º lugar | 4-UESP | Shakespeare apaixonado, do gênio da teatralidade seus 400 anos de saudade.                                             | Felipe Milanes | [ 3 ]       |
| 2018      | 3º lugar | 4-UESP | De Anchieta a inspiração, de São Paulo a consagração, Isso Memo apresenta o grande Polo Cultural no coração do Brasil  | Felipe Milanês | [ 4 ] [ 5 ] |
| 2019      | 4º Lugar | Bairros 2 | Com amor, Chico Xavier                                                                                                 | Felipe Milanês | [ 6 ] [ 7 ] |
| 2020      | 2° Lugar | Acesso 2 de Bairros | Xirê, a saga dos quilombolas perucheanos                                                                               | Felipe Milanês | [ 8 ]       |
| 2021      | Inicialmente adiados para o mês de julho, os desfiles do Carnaval 2021 foram cancelados devido a pandemia de Covid-19. | Inicialmente adiados para o mês de julho, os desfiles do Carnaval 2021 foram cancelados devido a pandemia de Covid-19. | Inicialmente adiados para o mês de julho, os desfiles do Carnaval 2021 foram cancelados devido a pandemia de Covid-19. | Inicialmente adiados para o mês de julho, os desfiles do Carnaval 2021 foram cancelados devido a pandemia de Covid-19. | [ 9 ]       |
| 2022      | 4° Lugar | Acesso 1 de Bairros | A Voz do Morro se faz presente! Canta Bezerra da Silva... O Embaixador da nossa gente!                                 | Carlos Augusto | [ 10 ]      |
| 2023      | 1º Lugar | Acesso 1 de Bairros | Recordar é viver | Pedro Pinoti | [ 11 ]      |
| 2024      | 4º Lugar | Especial de Bairros | Na Força do Talismã depositei minha fé                                                                                 | Pedro Pinoti | [ 12 ]      |
| 2025      | | Especial de Bairros | | Felipe Milanes |             |